# Hahncappsia praxitalis
Hahncappsia praxitalis is een vlinder uit de familie van de grasmotten (Crambidae), uit de onderfamilie van de Pyraustinae. De wetenschappelijke naam van deze soort is voor het eerst voorgesteld als Phlyctaenia praxitalis door Herbert Druce in een publicatie uit 1895.
De soort komt voor in Mexico, Guatemala en Costa Rica.